# Chad Qualls
Chad Michael Qualls (né le 17 août 1978 à Lomita, Californie, États-Unis) est un lanceur de relève droitier des Rockies du Colorado de la Ligue majeure de baseball. 

## Carrière

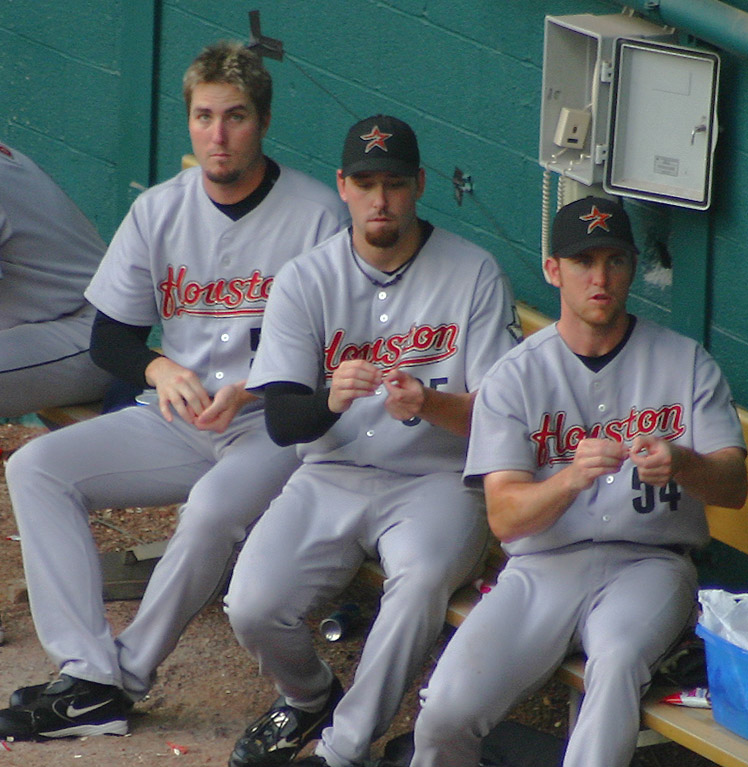
Chad Qualls, Dan Wheeler et Brad Lidge avec les Astros de Houston en 2005.

### Astros de Houston
Chad Qualls est repêché dès la fin de ses études secondaires, le 3 juin 1997, par les Blue Jays de Toronto, mais il repousse l'offre et entre à l'Université du Nevada à Reno où il porte les couleurs des Nevada Wolf Pack.
Il rejoint les rangs professionnels après la draft du 5 juin 2000 au cours de laquelle il est sélectionné par les Astros de Houston au deuxième tour de sélection (67e choix).
Il débute en Ligue majeure le 22 juillet 2004 avec Houston.

### Diamondbacks de l'Arizona
Le 14 décembre 2007, les Astros transfèrent Qualls et le lanceur Juan Gutiérrez aux Diamondbacks de l'Arizona en retour du stoppeur José Valverde.
Lanceur de relève, Qualls effectue quelques apparitions comme stoppeur des Diamondbacks en 2007 et 2008 puis s'impose à ce poste avec 24 sauvetages en 2009.
Il connaît une saison difficile avec Arizona en 2010. Après 43 sorties, malgré 12 sauvetages, il affiche une moyenne de points mérités très élevée de 8,29 en 38 manches lancées. Il a de plus perdu quatre de ses cinq décisions. Le 31 juillet 2010, Qualls passe des Diamondbacks aux Rays de Tampa Bay en retour d'un joueur à être nommé plus tard qui sera le lanceur droitier des ligues mineures Matt Gorgen.

### Rays de Tampa Bay
Qualls apparaît dans 27 parties pour les Rays, remportant deux victoires contre aucune défaite et présentant une moyenne de points mérités de 5,57 en 21 manches. Sa fiche combinée avec les deux clubs pour 2010 est de 3-4 avec une moyenne de 7,32. Il accorde deux points mérités en une manche et deux tiers lancée en Série de division entre Tampa Bay et Texas. 

### Padres de San Diego
Devenu agent libre après ce court passage en Floride, Qualls prend le chemin de la Californie alors qu'il accepte en janvier 2011 un contrat d'un an et une année d'option avec les Padres de San Diego.
Il maintient sa meilleure moyenne de points mérités (3,51) en trois ans lors de la saison 2011 où il lance 74 manches et un tiers en 77 sorties en relève pour les Padres.

### Phillies de Philadelphie
Le 31 janvier 2012, Qualls signe un contrat d'un an avec les Phillies de Philadelphie. Il connaît un début d'année difficile avec une moyenne de points mérités de 4,60 en 31 manches et un tiers lancées en 35 sorties. À cinq reprises, il perd l'avance de son équipe.

### Yankees de New York
Le 1er juillet, les Phillies échangent Qualls aux Yankees de New York contre une somme d'argent. En 8 parties chez les Yankees, il remporte une victoire mais affiche une moyenne de points mérités de 6,14 en 7 manches et un tiers lancées.

### Pirates de Pittsburgh
Le 31 juillet 2012, Qualls est échangé des Yankees aux Pirates de Pittsburgh contre le premier et de troisième but Casey McGehee. Sa moyenne de points mérités est très élevée et atteint 6,59 en 17 sorties pour les Pirates. Il complète 2012 avec deux victoires, une défaite et une moyenne de 5,33 en 52 manches et un tiers lancées pour trois équipes. 

### Marlins de Miami
Le 25 janvier 2013, Qualls signe un contrat des ligues mineures avec les Marlins de Miami. Qualls relance sa carrière en affichant sa meilleure moyenne de points mérités en une saison, et sa plus basse depuis la saison 2008 en Arizona. En 62 manches au monticule, sa moyenne s'élève à 2,61. Il remporte 5 victoires contre 2 défaites en 66 apparitions au monticule pour Miami.

### Retour à Houston
Le 7 décembre 2013, Qualls, 35 ans, signe un contrat de deux saisons avec sa première équipe, les Astros de Houston.

### Rockies du Colorado
Le 8 décembre 2015, Qualls signe un contrat de 6 millions de dollars pour deux saisons avec les Rockies du Colorado.